# Alex Bruce (calciatore 1984)
Alexander Stephen Bruce (Norwich, 28 settembre 1984) è un ex calciatore nordirlandese con cittadinanza irlandese, di ruolo difensore.

## Biografia
È figlio di Steve Bruce, ex difensore del Manchester Utd.

## Carriera

### Club
Seguendo le orme del padre, ha fatto le giovanili nel Manchester United, passando poi nel Blackburn; esordì in prima squadra nel dicembre 2004 quando, sebbene di proprietà del Blackburn, era in prestito all'Oldham Athletic.
Passò quindi al Birmingham City, squadra allenata proprio del padre: di qui, dopo vari prestiti (Oldham Athletic, Sheffield Wednesday e Tranmere) ed appena sei presenze in prima squadra, passò a titolo definitivo all'Ipswich Town.
Dopo un ulteriore prestito, stavolta al Leicester City, nel luglio 2010 è stato acquistato dal Leeds United.
Dal 2012, dopo un nuovo prestito al Huddersfield Town, è all'Hull City, squadra allenata dal padre.

### Nazionale
Sebbene inglese di nascita, avendo una nonna irlandese può giocare anche per l'Irlanda o l'Irlanda del Nord; convocato dall'Under-21 di quest'ultima, optò per quella irlandese; con essa disputò cinque partite.
Dopo aver disputato un incontro con la Nazionale B, Bruce esordì con l'Irlanda, contro l'Ecuador, in un'amichevole disputata il 23 maggio 2007.
Dopo aver disputato un'altra amichevole con la maglia irlandese, poté cambiare nuovamente nazionale, vista la natura delle gare fin lì disputate: passò quindi all'Irlanda del Nord, esordendo, sempre in amichevole, contro Malta nel febbraio del 2013.

## Statistiche

### Presenze e reti nei club
| Stagione               | Squadra                | Campionato             | Campionato | Campionato | Coppe nazionali | Coppe nazionali | Coppe nazionali | Coppe continentali | Coppe continentali | Coppe continentali | Altre coppe | Altre coppe | Altre coppe | Totale | Totale | Totale |
| Stagione               | Squadra                | Comp                   | Pres       | Reti       | Comp            | Pres            | Reti            | Comp               | Pres               | Reti               | Comp        | Pres        | Reti        | Pres   | Reti   |        |
| ---------------------- | ---------------------- | ---------------------- | ---------- | ---------- | --------------- | --------------- | --------------- | ------------------ | ------------------ | ------------------ | ----------- | ----------- | ----------- | ------ | ------ | ------ |
| 2004-gen. 2005         | Birmingham City        | PL                     | 0          | 0          | FACup+CdL       | 0+0             | 0               | -                  | -                  | -                  | -           | -           | -           | 0      | 0      |        |
| gen.-mar. 2005         | Oldham Athletic        | FL1                    | 6          | 0          | FACup+CdL       | 1+0             | 0               | -                  | -                  | -                  | FLT         | 1           | 0           | 8      | 0      |        |
| mar.-giu. 2005         | Sheffield Wednesday    | FL1                    | 6+3        | 0          | FACup+CdL       | -               | -               | -                  | -                  | -                  | FLT         | -           | -           | 9      | 0      |        |
| ago.-ott. 2005         | Tranmere Rovers        | FL1                    | 11         | 0          | FACup+CdL       | 0+1             | 0               | -                  | -                  | -                  | FLT         | -           | -           | 12     | 0      |        |
| ott. 2005-2006         | Birmingham City        | PL                     | 6          | 0          | FACup+CdL       | 6+0             | 0               | -                  | -                  | -                  | -           | -           | -           | 12     | 0      |        |
| Totale Birmingham City | Totale Birmingham City | Totale Birmingham City | 6          | 0          |                 | 6               | 0               |                    | -                  | -                  |             | -           | -           | 12     | 0      |        |
| 2006-2007              | Ipswich Town           | FLC                    | 41         | 0          | FACup+CdL       | 3+1             | 0               | -                  | -                  | -                  | -           | -           | -           | 45     | 0      |        |
| 2007-2008              | Ipswich Town           | FLC                    | 36         | 0          | FACup+CdL       | 1+1             | 0               | -                  | -                  | -                  | -           | -           | -           | 38     | 0      |        |
| 2008-2009              | Ipswich Town           | FLC                    | 25         | 1          | FACup+CdL       | 2+2             | 1+0             | -                  | -                  | -                  | -           | -           | -           | 29     | 2      |        |
| 2009-gen. 2010         | Ipswich Town           | FLC                    | 13         | 1          | FACup+CdL       | 0+2             | 0               | -                  | -                  | -                  | -           | -           | -           | 15     | 1      |        |
| Totale Ipswich Town    | Totale Ipswich Town    | Totale Ipswich Town    | 115        | 2          |                 | 12              | 1               |                    | -                  | -                  |             | -           | -           | 127    | 3      |        |
| gen.-giu. 2010         | Leicester City         | FLC                    | 3+2        | 0          | FACup+CdL       | -               | -               | -                  | -                  | -                  | -           | -           | -           | 5      | 0      |        |
| 2010-2011              | Leeds Utd              | FLC                    | 21         | 1          | FACup+CdL       | 2+2             | 0               | -                  | -                  | -                  | -           | -           | -           | 25     | 1      |        |
| 2011-2012              | Leeds Utd              | FLC                    | 8          | 0          | FACup+CdL       | 0+0             | 0               | -                  | -                  | -                  | -           | -           | -           | 8      | 0      |        |
| Totale Leeds Utd       | Totale Leeds Utd       | Totale Leeds Utd       | 29         | 1          |                 | 4               | 0               |                    | -                  | -                  |             | -           | -           | 33     | 1      |        |
| nov.-dic. 2011         | Huddersfield Town      | FL1                    | 3          | 0          | FACup+CdL       | -               | -               | -                  | -                  | -                  | FLT         | -           | -           | 3      | 0      |        |
| 2012-2013              | Hull City              | FLC                    | 32         | 0          | FACup+CdL       | 3+2             | 0               | -                  | -                  | -                  | -           | -           | -           | 37     | 0      |        |
| 2013-2014              | Hull City              | PL                     | 20         | 0          | FACup+CdL       | 2+3             | 0               | -                  | -                  | -                  | -           | -           | -           | 25     | 0      |        |
| 2014-2015              | Hull City              | PL                     | 22         | 0          | FACup+CdL       | 0+1             | 0               | UEL                | 2                  | 0                  | -           | -           | -           | 25     | 0      |        |
| 2015-2016              | Hull City              | FLC                    | 11+1       | 1+0        | FACup+CdL       | 3+2             | 0               | -                  | -                  | -                  | -           | -           | -           | 17     | 1      |        |
| 2016-gen. 2017         | Hull City              | PL                     | 0          | 0          | FACup+CdL       | 0+0             | 0               | -                  | -                  | -                  | -           | -           | -           | 0      | 0      |        |
| Totale Hull City       | Totale Hull City       | Totale Hull City       | 85+1       | 1+0        |                 | 16              | 0               |                    | 2                  | 0                  |             | -           | -           | 104    | 1      |        |
| gen.-giu. 2017         | Wigan                  | FLC                    | 2          | 0          | FACup+CdL       | -               | -               | -                  | -                  | -                  | -           | -           | -           | 2      | 0      |        |
| ago. 2017              | Bury                   | FL1                    | 2          | 1          | FACup+CdL       | -               | -               | -                  | -                  | -                  | FLT         | -           | -           | 2      | 1      |        |
| 2017-2018              | Wigan                  | FL1                    | 6          | 1          | FACup+CdL       | 3+0             | 0               | -                  | -                  | -                  | FLT         | 1           | 0           | 10     | 1      |        |
| 2018-gen. 2019         | Wigan                  | FLC                    | 0          | 0          | FACup+CdL       | 0+1             | 0               | -                  | -                  | -                  | -           | -           | -           | 1      | 0      |        |
| Totale Wigan           | Totale Wigan           | Totale Wigan           | 8          | 1          |                 | 4               | 0               |                    | -                  | -                  |             | 1           | 0           | 13     | 1      |        |
| gen.-giu. 2019         | Kilmarnock             | SP                     | 4          | 0          | SC+CdL          | 1+0             | 0               | -                  | -                  | -                  | -           | -           | -           | 5      | 0      |        |
| 2019-2020              | Kilmarnock             | SP                     | 16         | 1          | SC+CdL          | 1+0             | 1               | -                  | -                  | -                  | -           | -           | -           | 17     | 2      |        |
| Totale Kilmarnock      | Totale Kilmarnock      | Totale Kilmarnock      | 20         | 1          |                 | 2               | 1               |                    | -                  | -                  |             | -           | -           | 22     | 2      |        |
| Totale carriera        | Totale carriera        | Totale carriera        | 306        | 7          |                 | 47              | 2               |                    | 2                  | 0                  |             | 2           | 0           | 357    | 9      |        |

### Cronologia presenze e reti in nazionale

#### Irlanda
| Cronologia completa delle presenze e delle reti in nazionale ― Irlanda | Cronologia completa delle presenze e delle reti in nazionale ― Irlanda | Cronologia completa delle presenze e delle reti in nazionale ― Irlanda | Cronologia completa delle presenze e delle reti in nazionale ― Irlanda | Cronologia completa delle presenze e delle reti in nazionale ― Irlanda | Cronologia completa delle presenze e delle reti in nazionale ― Irlanda | Cronologia completa delle presenze e delle reti in nazionale ― Irlanda | Cronologia completa delle presenze e delle reti in nazionale ― Irlanda |
| Data                                                                   | Città                                                                  | In casa                                                                | Risultato                                                              | Ospiti                                                                 | Competizione                                                           | Reti                                                                   | Note                                                                   |
| ---------------------------------------------------------------------- | ---------------------------------------------------------------------- | ---------------------------------------------------------------------- | ---------------------------------------------------------------------- | ---------------------------------------------------------------------- | ---------------------------------------------------------------------- | ---------------------------------------------------------------------- | ---------------------------------------------------------------------- |
| 23-5-2007                                                              | East Rutherford                                                        | Ecuador                                                                | 1 – 1                                                                  | Irlanda                                                                | Amichevole                                                             | -                                                                      |                                                                        |
| 19-11-2008                                                             | Dublino                                                                | Svizzera                                                               | 2 – 3                                                                  | Polonia                                                                | Amichevole                                                             | -                                                                      | 61’                                                                    |
| Totale                                                                 |                                                                        | Presenze                                                               | 2                                                                      |                                                                        | Reti                                                                   | 0                                                                      |                                                                        |

#### Irlanda del Nord
| Cronologia completa delle presenze e delle reti in nazionale ― Irlanda del Nord | Cronologia completa delle presenze e delle reti in nazionale ― Irlanda del Nord | Cronologia completa delle presenze e delle reti in nazionale ― Irlanda del Nord | Cronologia completa delle presenze e delle reti in nazionale ― Irlanda del Nord | Cronologia completa delle presenze e delle reti in nazionale ― Irlanda del Nord | Cronologia completa delle presenze e delle reti in nazionale ― Irlanda del Nord | Cronologia completa delle presenze e delle reti in nazionale ― Irlanda del Nord | Cronologia completa delle presenze e delle reti in nazionale ― Irlanda del Nord |
| Data                                                                            | Città                                                                           | In casa                                                                         | Risultato                                                                       | Ospiti                                                                          | Competizione                                                                    | Reti                                                                            | Note                                                                            |
| ------------------------------------------------------------------------------- | ------------------------------------------------------------------------------- | ------------------------------------------------------------------------------- | ------------------------------------------------------------------------------- | ------------------------------------------------------------------------------- | ------------------------------------------------------------------------------- | ------------------------------------------------------------------------------- | ------------------------------------------------------------------------------- |
| 6-2-2013                                                                        | Salerno                                                                         | Malta                                                                           | 0 – 0                                                                           | Irlanda del Nord                                                                | Amichevole                                                                      | -                                                                               | 72’                                                                             |
| 5-3-2014                                                                        | Nicosia                                                                         | Cipro                                                                           | 0 – 0                                                                           | Irlanda del Nord                                                                | Amichevole                                                                      | -                                                                               |                                                                                 |
| Totale                                                                          |                                                                                 | Presenze                                                                        | 2                                                                               |                                                                                 | Reti                                                                            | 0                                                                               |                                                                                 |

## Palmarès

### Club

#### Competizioni nazionali
- Football League One: 1

Wigan: 2017-2018